# モハマド・ナズルレルワン・マクモル
モハマド・ナズルレルワン・マクモル（マレー語: Mohd Nazrulerwan Makmor、1980年5月4日 - ）は、マレーシアの元サッカー選手、現サッカー指導者。元マレーシア代表。選手時代のポジションはDF。

## クラブ歴
ムラカFAで選手になり、ムラカ・テレコム、サバFAを経てセランゴールFAに加入した。セランゴールFAでは2005年にマレーシア・プレミアリーグ、ピアラFAマレーシア、マレーシアカップを全て制しトレブルを達成した。2006年にPKNS FCに移籍し、PLUS FC、FELDAユナイテッドFC、パハンFAを経てジョホールFAに加入し2013年に選手を引退した。

## 代表歴
2007年6月1日に行われたカンボジア代表戦で代表初出場を果たした。AFCアジアカップ2007の際にもメンバーに招集されていたが、出場機会は無かった。

## 監督歴
2014年からPDRM FAでアシスタントコーチを務めた。